# Maria Cristina d'Asburgo-Teschen (principessa di Salm-Salm)
Arciduchessa Maria Christina Isabelle Natalie d'Austria, nome completo in tedesco Maria Christina Isabelle Natalie, Erzherzogin von Österreich (Cracovia, 17 novembre 1879 – Anholt, 6 agosto 1962), è stata un membro del ramo Teschen del Casato Asburgo-Lorena ed una Arciduchessa d'Austria e Principessa di Boemia, Ungheria, e Toscana per nascita.
A seguito del suo matrimonio con Emanuele, principe ereditario di Salm-Salm, Maria Cristina è stata anche un membro del Casato di Salm-Salm e Principessa Ereditaria consorte di Salm-Salm.

## Biografia

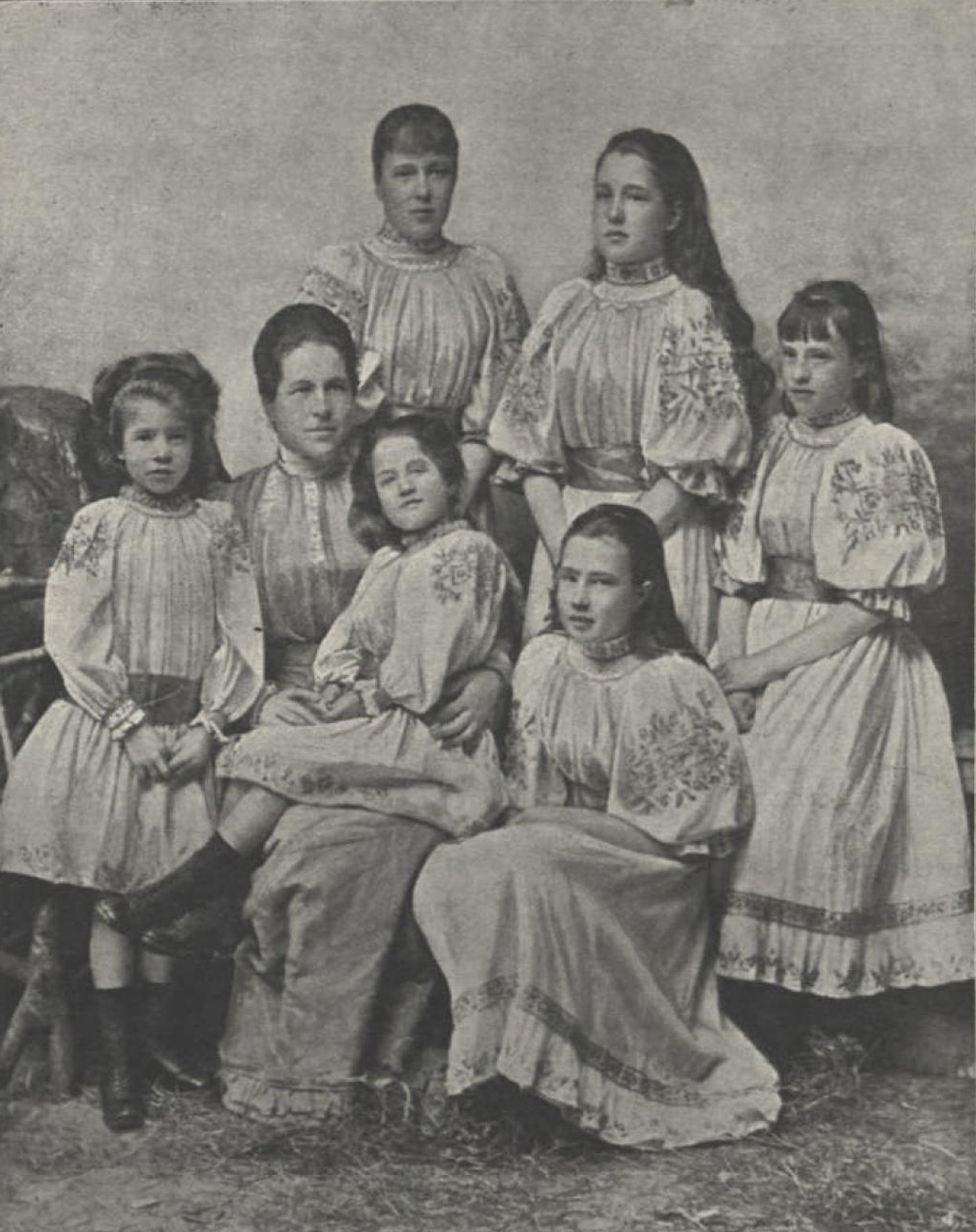
Le figlie dell'Arciduca Federico D'Asburgo-Teschen e la moglie Isabella von Croy.

Maria Cristina era la maggiore dei figli dell'arciducaFederico d'Asburgo-Teschen, e di sua moglie, la principessa Isabella von Croy. Era la nipote e figlioccia della regina Maria Cristina d'Austria, madre del re Alfonso XIII di Spagna, di cui porta il nome. L'arciduchessa sarà molto legata alla sua madrina e si recherà spesso in Spagna. Il suo padrino era il suo prozio, l'arciduca Alberto, duca di Teschen, leader del movimento conservatore alla corte di Vienna. Altre tre sue zie sposarono dei sovrani: l'arciduchessa Maria Teresa avevano sposato il re Ferdinando II delle Due Sicilie, l'arciduchessa Maria Enrichetta sposò il futuro re Leopoldo II del Belgio, sua zia l'arciduchessa Maria Teresa di Modena sposò il principe Ludovico di Baviera che sarebbe diventato re di Baviera nel 1913.
L'arciduchessa era quindi cugina stretta della principessa Stefania del Belgio, dell'arciduca Francesco Ferdinando d'Austria e del principe Rupprecht di Baviera.
Riceve un'educazione degna del suo rango, partecipava alle riunioni di famiglia e alle celebrazioni religiose. La sua infanzia e adolescenza furono segnate dalle tragedie che colpirono la Casa Imperiale e Reale, in particolare la tragica e scandalosa morte dell'arciduca ereditario nel gennaio 1889 e l'assassinio dell'Imperatrice nel 1898. Più intimamente, l'arciduchessa perse due delle sue sorelle minori: l'arciduchessa Stefania  nel 1890 e l'arciduchessa Natalia nel 1898.

## Matrimonio
La madre dell'arciduchessa, una donna di talento ma ambiziosa, era preoccupata per il futuro coniugale delle sue figlie e si rallegrò delle frequenti visite dell'arciduca Francesco Ferdinando, erede al trono austro-ungarico e futuro capo della Casa Imperiale e Reale. Presumeva che questa frequentazione fosse dovuta all'interesse che l'arciduca, ancora scapolo a più di 30 anni, avrebbe avuto per la figlia maggiore fino al giorno in cui un servitore diede alla duchessa di Teschen l'orologio che l'arciduca aveva dimenticato su una panchina del giardino. La duchessa aprì l'orologio sperando di trovarci dentro il ritratto di sua figlia. Inorridita, notò che il ritratto era quello di una delle sue dame di compagnia. Lo scandalo fu immenso, ma l'arciduca, da uomo d'onore, espresse apertamente il desiderio di sposare la donna di sua scelta, anche se la donna in questione non proveniva da una dinastia sovrana. Per cinque anni, combatté contro le convenzioni del suo ambiente ma soprattutto contro le regole di successione al trono. L'imperatore, molto turbato, scende a compromessi in quanto l'arciduca, rinunciando ai suoi diritti al trono, li trasmettesse al fratello.
Il 10 maggio 1902, alla presenza dell'imperatore Francesco Giuseppe, Maria Cristina sposò, a Vienna, Emanuele, principe ereditario di Salm-Salm, figlio di Alfredo, VII Principe di Salm-Salm e di sua moglie la contessa Rosa von Lützow. 
Ebbero cinque figli:
- Isabelle di Salm-Salm (13 febbraio 1903–10 gennaio 2009) sposò Felix, conte di Loë;
- Rosemaria di Salm-Salm (13 aprile 1904-3 maggio 2001) sposò l'arciduca Uberto Salvatore d'Asburgo-Lorena (1894–1971);
- Nicola di Salm-Salm (14 febbraio 1906–15 gennaio 1988) sposò in prime nozze la principessa Ida von Wrede, in seconde nozze Eleonore von Zitzewitz, in terze nozze Maria Moret, e in quarte Christiane Kostecki;
- Cecilia di Salm-Salm (8 marzo 1911–11 marzo 1991) sposò Franz Josef, principe zu Salm-Reifferscheidt-Krautheim u Dyck;
- Francesco di Salm-Salm (18 settembre 1912–27 agosto 1917).

Il 28 giugno 1914, l'arciduca ereditario e sua moglie  furono assassinati da un terrorista serbo a Sarajevo. L'Austria-Ungheria dichiarò guerra alla Serbia. Questa guerra, che doveva essere breve e localizzata, si trasformò rapidamente in un conflitto generalizzato che durò più di quattro anni.
Mentre il padre della principessa era generale dell'esercito imperiale, suo marito era un ufficiale dell'esercito tedesco. Nel 1915, la morte del nonno lo rese principe ereditario di Salm-Salm. Fatto prigioniero dagli inglesi, viene detenuto a Gibilterra. Per essere più vicina al marito, la principessa ereditaria si recò in Spagna. Rilasciato, il principe ereditario venne inviato al fronte russo. Cadde in battaglia in Bielorussia durante l' offensiva di Brusilov. Di fronte alla sconfitta e alla rivoluzione, le monarchie tedesca e austro-ungarica crollarono nel 1918. 

## Morte
La principessa ereditaria Maria Cristina sopravvivrà più di quarant'anni a suo marito ma anche alle tragedie che hanno colpito l'Europa. Dopo aver vissuto il periodo nazista e la seconda guerra mondiale, morì nel suo castello di Anholt durante la guerra fredda all'età di 82 anni.

## Ascendenza
|                                       |                 |                                             | Genitori                                      |  |  | Nonni |  |  | Bisnonni                |  |  | Trisnonni                    |  |
|                                       |                 |                                             |                                               |  |  |       |  |  | Carlo d'Asburgo-Teschen |  |  | Leopoldo II d'Asburgo-Lorena |  |
|                                       |                 |                                             |                                               |  |  |       |  |  | Carlo d'Asburgo-Teschen |  |  | Leopoldo II d'Asburgo-Lorena |  |
|                                       |                 | Maria Luisa di Borbone-Spagna               |                                               |  |  |       |  |  | Carlo d'Asburgo-Teschen |  |  |                              |  |
| Carlo Ferdinando d'Asburgo-Teschen    |                 |                                             |                                               |  |  |       |  |  | Carlo d'Asburgo-Teschen |  |  |                              |  |
|                                       |                 | Enrichetta di Nassau-Weilburg               | Federico Guglielmo di Nassau-Weilburg         |  |  |       |  |  |                         |  |  |                              |  |
|                                       |                 | Enrichetta di Nassau-Weilburg               | Federico Guglielmo di Nassau-Weilburg         |  |  |       |  |  |                         |  |  |                              |  |
|                                       |                 | Enrichetta di Nassau-Weilburg               | Luisa Isabella di Kirchberg                   |  |  |       |  |  |                         |  |  |                              |  |
| Federico d'Asburgo-Teschen            |                 | Enrichetta di Nassau-Weilburg               |                                               |  |  |       |  |  |                         |  |  |                              |  |
|                                       |                 | Giuseppe Antonio Giovanni d'Asburgo-Lorena  | Leopoldo II d'Asburgo-Lorena                  |  |  |       |  |  |                         |  |  |                              |  |
|                                       |                 | Giuseppe Antonio Giovanni d'Asburgo-Lorena  | Leopoldo II d'Asburgo-Lorena                  |  |  |       |  |  |                         |  |  |                              |  |
|                                       |                 | Giuseppe Antonio Giovanni d'Asburgo-Lorena  | Maria Luisa di Borbone-Spagna                 |  |  |       |  |  |                         |  |  |                              |  |
| Elisabetta Francesca d'Asburgo-Lorena |                 | Giuseppe Antonio Giovanni d'Asburgo-Lorena  |                                               |  |  |       |  |  |                         |  |  |                              |  |
|                                       |                 | Maria Dorotea di Württemberg                | Ludovico Federico Alessandro di Württemberg   |  |  |       |  |  |                         |  |  |                              |  |
|                                       |                 | Maria Dorotea di Württemberg                | Ludovico Federico Alessandro di Württemberg   |  |  |       |  |  |                         |  |  |                              |  |
|                                       |                 | Maria Dorotea di Württemberg                | Enrichetta di Nassau-Weilburg                 |  |  |       |  |  |                         |  |  |                              |  |
| Maria Cristina d'Asburgo-Teschen      |                 | Maria Dorotea di Württemberg                |                                               |  |  |       |  |  |                         |  |  |                              |  |
|                                       | Alfredo di Croÿ | Augusto di Croÿ                             |                                               |  |  |       |  |  |                         |  |  |                              |  |
|                                       | Alfredo di Croÿ | Augusto di Croÿ                             |                                               |  |  |       |  |  |                         |  |  |                              |  |
|                                       | Alfredo di Croÿ | Anne-Victurnienne de Rochechouart-Mortemart |                                               |  |  |       |  |  |                         |  |  |                              |  |
| Rodolfo di Croÿ                       | Alfredo di Croÿ |                                             |                                               |  |  |       |  |  |                         |  |  |                              |  |
|                                       |                 | Eleonora di Salm-Salm                       | Costantino di Salm-Salm                       |  |  |       |  |  |                         |  |  |                              |  |
|                                       |                 | Eleonora di Salm-Salm                       | Costantino di Salm-Salm                       |  |  |       |  |  |                         |  |  |                              |  |
|                                       |                 | Eleonora di Salm-Salm                       | Maria Walpurga di Sternberg-Manderscheid      |  |  |       |  |  |                         |  |  |                              |  |
| Isabella von Croy                     |                 | Eleonora di Salm-Salm                       |                                               |  |  |       |  |  |                         |  |  |                              |  |
|                                       |                 | Eugène de Ligne d'Amblise et d'Epinoy       | Louis Eugène de Ligne                         |  |  |       |  |  |                         |  |  |                              |  |
|                                       |                 | Eugène de Ligne d'Amblise et d'Epinoy       | Louis Eugène de Ligne                         |  |  |       |  |  |                         |  |  |                              |  |
|                                       |                 | Eugène de Ligne d'Amblise et d'Epinoy       | Josefa Luisa van der Noote, contessa di Duras |  |  |       |  |  |                         |  |  |                              |  |
| Natalie de Ligne                      |                 | Eugène de Ligne d'Amblise et d'Epinoy       |                                               |  |  |       |  |  |                         |  |  |                              |  |
|                                       |                 | Nathalie de Trazegnies                      | Georges Philippe de Trazegnies                |  |  |       |  |  |                         |  |  |                              |  |
|                                       |                 | Nathalie de Trazegnies                      | Georges Philippe de Trazegnies                |  |  |       |  |  |                         |  |  |                              |  |
|                                       |                 | Nathalie de Trazegnies                      | Marie Louise de Maldeghem                     |  |  |       |  |  |                         |  |  |                              |  |
|                                       |                 | Nathalie de Trazegnies                      |                                               |  |  |       |  |  |                         |  |  |                              |  |

## Titoli ed appellativi
- 17 novembre 1879 – 10 maggio 1902: Sua Altezza Imperiale e Reale Arciduchessa e Principessa Maria Cristina d'Austria; Principessa Maria Cristina d'Ungheria, Boemia, e Toscana.
- 10 maggio 1902 – 19 agosto 1916: Sua Altezza Imperiale e Reale La Principessa Ereditaria di Salm-Salm.
- 19 agosto 1916 – 6 agosto 1962: Sua Altezza Imperiale e Reale La Principessa Ereditaria Vedova di Salm-Salm.